# Гринвич, Элли
Элли Гринвич (англ. Ellie Greenwich) — американский автор песен, певица.
Наиболее известна как автор песен, в особенности сочинённых со своим мужем Джеффом Барри. Вместе они написали такие знаменитые хиты 1960-х годов, как «Da Do Ron Ron», «Be My Baby», «Leader of the Pack», «River Deep, Mountain High» и «Do Wah Diddy Diddy».
Считается, что, работая в начале 1960-х годов с гёрл-группами как Ronettes, Shangri-Las, Crystals. внесла большой вклад в формирование и популяризацию саунда гёрл-групп того времени.

## Биография
Ещё учась в колледже, увлекалась рок-н-роллом и часто бывала в местном (своего родного Хиксвилла в штате Нью-Йорк) магазине грампластинок. Однажды владелец магазина представил её искателям талантов с одного из музыкальных лейблов, и вскоре она уже записывала сингл для лейбла MCA Records. Она выпустила его под псевдонимом Элли Гей. Сингл провалился.
Но уже вскоре всё изменилось. Тогда в 1962 году однажды на вечеринке она встретила начинающего сонграйтера Джеффа Барри, своего будущего мужа и будущего соавтора по написанию песен. Они начали писать песни вместе и однажды отправились на прослушивание на знаменитую «фабрику по написанию песен» Дона Киршера — здание Britt Building в Нью-Йорке.
Там пение Элли Гринвич из соседней комнаты услышали Либер и Столлер. Они пригласили Барри и Гринвич работать на лейбле Фила Спектора Philles Records, где Барри и Гринвич писали и аранжировывали песни для ряда музыкальных групп. Среди хитов, что они написали для Спектора в тот период, «Da Do Ron Ron» и «Be My Baby».
Потом Либер и Столлер основали свой лейбл Redbird Records, и Барри и Гринвич стали постоянно работать там.
Все 1960-е годы прошли для них в написании хитов. Среди их самых знаменитых песен «Chapel of Love» (группа Dixie Cups, 1964), «Leader of the Pack» (группа Shangri-Las, 1964) «River Deep, Mountain High» (Айк и Тина Тёрнеры, 1966) и «I Can Hear Music» (группа Beach Boys, 1969).
Когда их брак распался, они перестали работать вместе. Гринвич стала работать сессионной вокалисткой, а Барри устроился на постоянную работу продюсера на лейбл A&M Records, где его успех уже не сравнился с былым сонграйтеровским.
Как бэк-вокалистка она работала со множеством больших звёзд. В 1973 году записала альбом как автор-исполнитель на лейбле Verve Records.
В августе 2009 года, в возрасте 68 лет попав в больницу с воспалением лёгких, умерла от сердечного приступа.